# Claudio Corioni

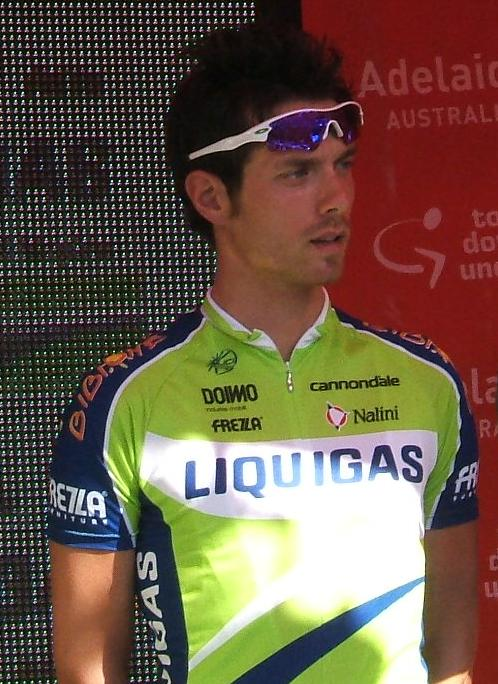
Claudio Corioni bei der Tour Down Under 2009

Claudio Corioni (* 26. Dezember 1982) ist ein ehemaliger italienischer Radrennfahrer.

## Karriere
Claudio Corioni begann seine Karriere 2005 bei dem italienischen ProTeam Fassa Bortolo. Seinen ersten internationalen Erfolg feierte er im selben Jahr mit einem Etappensieg bei der Katalanischen Woche. Im Jahr 2011 gewann er eine Etappe der Settimana Internazionale. Er beendete seine Karriere nach Ablauf der Saison 2011.

## Erfolge
2005
- eine Etappe Katalanische Woche

2008
- Mannschaftszeitfahren Vuelta a España

2011
- eine Etappe Settimana Internazionale

## Teams
- 2005 Fassa Bortolo
- 2006 Lampre-Fondital
- 2007 Lampre-Fondital
- 2008 Liquigas
- 2009 Liquigas
- 2010 De Rosa-Stac Plastic
- 2011 Acqua & Sapone